# Neotrogla
Neotrogla là một chi thuộc họ Prionoglarididae được ghi nhận cho vai trò và cơ quan giới tính đảo ngược của nó, đặc điểm được chia sẻ bởi tất cả các loài của chi.

## Môi trường sống
Neotrogla được tìm thấy trong các hệ thống hang động khô trên khắp Brazil. Chúng ăn chủ yếu là dơi guano. 

## Hành vi
Khi tiến hành giao phối, Neotrogla sẽ đưa bộ phận có cấu tạo như bộ phận sinh dục của giống đực (gọi là gynosome) vào bộ phận sinh dục của bạn tình. Gynosome của Neotrogla sẽ cuộn tròn bên trong con đực và gắn kết chúng lại với nhau.
Thời gian giao phối có thể kéo dài từ 40-70 tiếng.

## Loài
- Neotrogla aurora Lienhard, 2010
- Neotrogla brasiliensis Lienhard, 2010
- Neotrogla curvata Lienhard & Lopes Ferreira, 2013
- Neotrogla truncata Lienhard, 2010